# اثنين البصخة

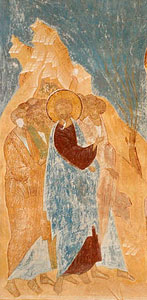
لوح فنية للمسيح

واصل المسيحيون الاحتفال بأسبوع الآلام، الذي يبدأ من «أحد الشعانين» المعروف بعيد «السعف» ويحل اليوم ذكرى ما يسمى باثنين البصخة أو كما يطلق عليه كنسيًا «يوم السلطان».

## المناسبة
يمثل اليوم ذكرى خروج السيد المسيح من بيت عنيا قاصدا الهيكل، وفي طريقه مر بشجرة التين غير المثمرة فلعنها، وهي شجرة كانت ترمز للشعب اليهودى وتمثل رذيلة الرياء حيث لها المظهر وليس فيها ثمر، ويأتى ذلك استنادا لنص الكتاب المقدس: "في الغد لما خرجوا من بيت عنيا جاع، فنظر شجرة تين من بعيد عليها ورق وجاء لعله يجد فيها شيئا فلما جاء إليها لم يجد شيئا إلا ورقا لأنه لم يكن وقت التين، فأجاب يسوع وقال لها لا يأكل أحد منك ثمرا بعد إلى الأبد وكان تلاميذه يسمعون" إنجيل مرقس 11/12-19". 
وبعدما دخل الهيكل قام بتطهيره، من العبادة الشكلية والربح المادي ثم أخذ يعلم، وذلك رمز على أن يكون المكان بيتا لله والدين وليس للتجارة، وذلك استنادا لنص الكتاب المقدس: "وجاءوا إلى أورشليم ولما دخل يسوع الهيكل ابتدأ يخرج الذين كانوا يبيعون ويشترون في الهيكل وقلب موائد الصيارفة وكراسي باعة الحمام، ولم يدع أحدا يجتاز الهيكل بمتاع، وكان يعلم قائلا لهم أليس مكتوبا بيتي بيت صلاة يدعى لجميع الأمم وأنتم جعلتموه مغارة لصوص" إنجيل مرقس 15/17-19". 
كما قام بعمل المعجزات في الهيكل مما أثار حسد رؤساء الكهنة وحراس الهيكل فتآمروا عليه ليقتلوه، وذلك استندا لنص الكتاب المقدس "وجاء إليه العمى والعرج وهو في بيت الله فشفاهم. فتآمروا عليه ليقتلوه" إنجيل متى 21/ 14". 

## الطقوس
أسبوع الآلام يجب أن يصام إلى الليل وأن يكون أكل أسبوع الآلام خبزًا وملحًا وماءً فقط. 
ونهت التعاليم الكنسية عن إقامة القداسات في أيام البصخة الاثنين والثلاثاء والأربعاء من أسبوع الآلام، كما يحظر رفع البخور فيها حتى إذا توفى أحد في تلك الأيام، فليحضروا به إلى البيعة وتقرأ فصول وقراءات ما يلائم ساعة دخول المتوفى إلى الكنيسة من السواعى الليلية أو النهارية بدون رفع بخور. 

## ويأتى ذلك لعدة أسباب وهي بحسب المعتقد المسيحى
لأن هذا الأسبوع قد خصص لعمل تذكار آلام وصلب وموت المسيح، كما رأت الكنيسة أن لا تشترك في حزن آخر غير حزن يسوع عريسها، استنادا للنص «لأن الرب يسوع قد قاسى في هذا الأسبوع آلا مأمره في نفسه وجسده معًا - مت 26: 37: 38». 
وفي الرؤى المسيحية أيضا، كان يوم الأحد، الذي هو يوم الشعانين، يوافق اليوم العاشر من الهلال يوم ابتياع الغنم للعيد حسب النص في التوراة: «تشتروا لكم خروفًا حوليًا ويكون بلاعيب ويكون ذلك في اليوم العاشر من الهلال وتجعلوه عندكم إلى اليوم الرابع عشر». 
واستنادا لنص الكتاب المقدس «ستبقوه لليوم الحادى عشر وللثانى عشر والثالث عشر وتذبحوه في اليوم الرابع عشر»، فصار هذا الخروف عندهم محفوظًا بغير ذبح ثلاثة أيام أي الاثنين والثلاثاء والأربعاء ثم يذبحوه في يوم الخميس